# Oksza
Oksza (ook: Ascia, Bradacica, Bradaczyca, Brodacica, Halabarda, Hoksza, Oksa, Oxa, Kołda) was een Poolse heraldische clan (ród herbowy) van middeleeuws Polen en later het Pools-Litouwse Gemenebest. Oksza betekent in het oud-Pools bijl. De clan vindt zijn oorsprong in het 12e-eeuws Boheems gravengeslacht Vršovci (Werszowicz). In 1413 namen enkele Litouwse adellijke families het clanwapen van Oksza over.
De historicus Tadeusz Gajl heeft 160 Poolse Oksza clanfamilies geïdentificeerd.

## Telgen
De clan bracht de volgende bekende telgen voort:
- Nankier Kołda, bisschop
- Stanisław Orzechowski, politieke schrijver
- Paweł Strzelecki, ontdekkingsreiziger en geologist
- Mikołaj Rej, dichter
- Florian Stablewski, aartsbisschop

## Variaties op het wapen van Oksza

Variant Oksza
Wapen van de graven Jaworski